# 世界家庭料理の旅
『世界家庭料理の旅』（せかいかていりょうりのたび）は、織田博子による日本の料理・グルメ・紀行漫画。女性漫画家による外国料理ルポ漫画のシリーズ第一弾。続編にあたる『世界家庭料理の旅・おかわり』、同著作の料理・グルメ漫画である『肉まん君とナポリタンちゃんの給食ちゃんねる』『プロフの物語』についても併せて記述する。

## ストーリー
世界家庭料理の旅
放浪中に訪問した国々の家庭料理をテーマとして探求。また、近所に住んでいたミャンマー人の家庭料理にも親しんだ。
紹介した国・地域の料理は、チェコ・モンゴル・ビルマ・フランス・バングラデシュ・インド。
世界家庭料理の旅・おかわり
「家庭料理」正編の続編にあたる。新型コロナウイルス感染症流行の影響で過去の渡航回想よりも国内・リモートが中心となる。
紹介した国・地域の料理は、スイス・モンゴル・ビルマ・フィリピン・イタリア・スリランカ・インド（ラダック）。
肉まん君とナポリタンちゃんの給食ちゃんねる
横浜中学校給食のネット情報誌「給食TIMES」にて連載。給食メニューとなっているメインキャラクターコンビが、他の給食食材を紹介している4コマ漫画。
プロフの物語
EMEA（ヨーロッパおよび中近東）などでよく食べられる料理・プロフ（炊き込み炒めご飯）を通じた1話完結のヒューマンコミック。
おいしい中央アジア協会との相互協力で執筆。

## 登場人物

### 主人公
全編に於いて、登場する。
織田博子（おだ ひろこ）
本作の作者であり主人公（以降、作者と表記）。作中は「豚」として登場する。
会社員であったが、「ユーラシア大陸を鉄道で横断する旅」「世界の家庭料理を訪ね歩く」の夢をかなえるために25歳で脱サラして、2010年6月にシベリア鉄道の旅をした（読者にウラジオストックは通らなかったのですかと言われて、「冬シベリア」で実現）。
牛乳とお風呂が大好きで、現地のスーパーで牛乳を買い、サウナがあると知るや、そちらにもゆく。

### 作者の親族
シベリア鉄道二部作とシルクロードの後に、作者が結婚。長男、長女、第三子（2021年2月）を出産。作者や「旧シベリア」に登場する両親・妹とは違い、「豚」として描かれてはいない。
カイ
2016年に生まれた作者の長男。1歳4か月の時に、作者は夫を含めて家族で北欧を旅行した（2017年）。
タケシ
作者の夫。作者とは最初に入った会社で出会った。
作者の両親
作者の回想で登場。
やっちゃん
カイ（当時、1歳4か月）を連れての北欧旅行の後に出産して、2019年に誕生した長女。
「北欧！」エピローグでは作者体内にいて、「家庭料理・正編」でデビュー。
作者の次女
「家庭料理おかわり」でデビュー、オンとは最後にテレビ電話（スマホ）越しに会えた。

### 家庭料理・西洋編
作者が旅した国々の「家庭料理」を知りたいと、チャットや友人の仲介、直談判などで知り合った方々の家に訪問。正編と「おかわり」の登場人物も含め、そのうちヨーロッパ関係者を表記。

#### 中欧編
チェコを訪れ、アポ済み訪問で家庭料理を教えてくれた方々。また、友達の一人がスイス人のパートナーがいるので、自宅に招待されてスイス料理を伝授してくれた。
レオナ
首都プラハ在住。作者とはコミュニティサイトで知り合い、カレル橋で待ち合わせ。日本に留学したことあり、少しだけなら日本語を話せる。
作者を手料理食べさせるため、自宅に招待した。
ダナ
レオナの彼氏の母だが、レオナが「友達のヒロ（作者）にチェコの家庭料理を食べさせたい」という話を聞いて、レオナの自宅へ赴き、レオナと一緒に作者のため地元料理を手作りした。
みなみ
作者の友達で、テレビ制作の仕事をしている。彼氏（のちに夫）・ジェレミーの影響でスイス料理をつくるようになった。
ジェレミーとの結婚前後2回にわたり作者を自宅に招き、スイス料理を作者に伝授。その後はジェレミーの祖国・スイスへ移住予定。
ジェレミー
みなみの彼氏（のちに夫）。スイス・ピエンヌ（ピース）出身で、国際ＮＧＯに勤務。みなみと一緒に作者にスイス料理を伝授。

#### フランス・イタリア編
フランスでは作者の知人のつてで、在住邦人を訪問。さらに作者は20歳のころ、イタリアを訪問。
サトエ
パリのショウゾル通りにある店に勤務している邦人女性。待ち合わせ先の店で出会い、作者は彼女の家へ。
パリ近郊でフランス人夫、息子、娘と暮らしているが、作者訪問時は夫子はバカンスで夫の実家へ帰省中。
長らくフランスにいるが、住んでいる家は出身地・埼玉に似ていて（東京人である作者も親近感を覚える）、ホームシックは感じないという。
口癖は「好きにして」である。彼女の厚意に甘えて、作者は彼女の家にしばらく逗留していた。
「クレオパトラ」の店主一家
イタリア・ベネチアのピザ店「クレオパトラ」を営む、移民一家。滞在期間中、ずっと通いつめて親しくなった。
キアラ
イタリア・フィレンツェ出身、日本在住。老舗百貨店で和菓子のバイヤーをしつつ、イタリア料理を発信。
亡き祖母の遺したメモにある料理を再現し、作者にも食べさせている。
キアラ・祖母
キアラの料理の師匠でもあったが、作者がキアラに出会う一年前に死去。

### 家庭料理・東洋編
作者が旅した国々の「家庭料理」を知りたいと、チャットや友人の仲介、直談判などで知り合った方々の家に訪問。正編と「おかわり」の登場人物もここで含め、アジア関係者を表記。

#### モンゴル編
モンゴルではゴビ砂漠ツアーのガイドに「モンゴルの家庭料理が食べたい」と相談したところ、彼女の親族を紹介してくれた。また、作者がママ友の集いで知り合ったモンゴルママに自宅へ招待されている。
インヒトヤ親族のガイド
作者が参加したゴビ砂漠ツアーを案内した添乗員。彼女のおかげで、モンゴル家庭料理を堪能できた。
インヒトヤ
ガイドの曾祖母の孫娘で、モンゴル南部のダランザドガドに在住。オペラ歌手で歌声のためも有り手作りにこだわる。
作者のためにうどん（ツォイワン）をつくってくれた。
モンゴルママ
作者のママ仲間、名前不明。作者を自宅に招待して、「お祭りホーショール（平たいパオズ）」「スーティーツァイ（塩ミルクティー）」などをごちそうしてくれた。
ドルジ・バトエルデネー
モンゴルママの夫。モンゴルでは父名・個人名の順番に名乗るので、彼自身は「バトエルデネー」となる（一部を除いて、モンゴル人には姓がなく、あってもほとんど名乗らないためである）。
彼も妻と一緒に料理をつくった。息子の名前はバトエルデネー・バータルである。
トヤナ、オーリャ
ウランウデ（ロシア領ブリヤート共和国の主都）出身の友人・トヤナがオーリャを紹介してくれ、ウランウデ駅に途中下車した作者と待ち合わせをした。
共に日本で幼稚園の先生をしていたこともあり、日本語は完璧（二人ともブリヤート人で、モンゴル系にあたる）。
彼女たちの案内で、地元ブリヤート料理を食す。
現在勤務している市内の幼稚園で催した復活祭の集いへの招待や市内名所の案内をしてくれた（天然記念物のマヌルネコが見たいという作者のために動物園にも入園）。
作者のことを「ヒロチカ」と呼ぶ。「家庭料理編」でオーリャは作者を自宅に招待して、ツィルニキ（ブリヤートでなくロシア料理、チーズパンケーキ）の手料理をごちそうしてくれた。

#### 東南アジア編
作者がかつて住んでいた旧宅近くにビルマ人女性が住んでいたため、家族ぐるみで「ミャンマー料理」に親しくなった。フィリピンのママ仲間も近所の誼で招待されて、フィリピン料理を知ることが出来た。
オン
作者が引っ越す前に住んでいた家の近所に住む。そのためかカイ、やっちゃんとも親しくなり、カイは彼女のことを「オンちゃん」と呼ぶ。
祖国で11年働いて1991年に来日、レストランを開業するが体調を崩して長期休業中（店としては廃業）。
その後、病状が悪化して入退院を繰り返す。その間も第三子（次女）を妊娠中の作者をフォロー、逆に作者がまともに歩けない彼女を助けるというもちつもたれつであった（陣痛でまともに食べられない作者のためにお茶のサラダをつくったこともあった）。
だが、次の検査入院を最後にインでの会話のみとなるが…作者の次女誕生を見知ることが出来た。
その後、通話もできなくなり、次のラインで彼女の訃報を知る。
作者はショックでしばらく彼女のつくったビルマ料理をつくれなかったが、その後は前を向こうと再現できるようになった。
シェイン
作者が子供ぐるみで親しくなったフィリピンのママ仲間。フィリピン料理に興味ある作者に出身国の手料理をふるまった。
彼女主催のパーティーで、彼女のフィリピン教会仲間と知り合う。
「客としてお呼ばれしたからには、ちゃんとしないと」とあれこれ考える作者に「自宅みたいにくつろいで」と云った。

#### 南アジア編
作者がゲーム好きが高じて、舞台の一つであったバングラデシュを訪問。また、インドのことも好きでインドへは四度も訪問している。インドに住むチベット人も多く、チベットの家庭料理も楽しめた。
モイン、ムンニ
バングラデシュの首都ダッカからロケットスチーマー（外輪フェリー）でセント・マーチン島へ渡航したときに知り合った夫婦。
日本で中古車小売業を営むが、結婚のために一時帰国した。モイン母がチキンカレーの手料理を作者にごちそうしてくれた。
カピール
インド・グジャラート州で出会った青年、デザイナーをしているらしい。
厚意に甘えて彼の実家へ訪問、彼の母がインドの家庭料理をつくってくれた（地域の習慣から、菜食料理）。
ロメニと両親
オンラインでスリランカ料理を教えてくれた講師娘と両親。スリランカの最高峰、ビドゥルタラーガラ山の中腹でホテルを経営。
家族は避暑地ヌワラ・エリヤに在住。ロメニと母が作者たち4人の参加者に教えて、ロメニ父がでやっちゃんをあやしていた。
それを見た作者が「スリランカにホームステイした気分、でも実際にそこへ行ってみたい。」と思った。
スカルマ
ラダック(インド北部の一地方)出身で、作者一家の近所に住む。ラダック文化を発信するNPO「ジュレー・ラダック」の代表。
インド領内のチベット文化圏に入る。作者は教わったチューダギを家族に手作りした処、大好評。

#### 肉まん君とナポリタンちゃんの給食ちゃんねる
学校給食の人気料理と食材が擬人化。肉まん君とナポリタンちゃんが、学校給食に登場するさまざまな献立を紹介する動画「給食ちゃんねる」をやっているという設定の4コママンガです。
肉まん君
主人公の男の子。どちらかと云えば気弱。真面目だけどちょっと抜けている。
ナポリタンちゃん
準主人公の女の子。かわいい見た目に反してドＳ。
芋煮ちゃん
「#01二人の自己紹介」で登場。自分の料理にかなりの自信が有り、ディスられると本気で怒る。
そのため、うっかり「地味ですね」といってしまった肉まん君が彼女の制裁を受けている。
肉じゃが君
「#02肉じゃが君」で登場。常識的なキャラクター。
シーフードドリア先輩
「#03シーフードドリア先輩」で登場。ナポリタンちゃんの同郷（横浜グランドホテル）の先輩。
実は「プリンアラモードちゃん」も同郷。ナポリタンちゃんのことは「ナポリタン」と呼び捨てで呼ぶ。
夏野菜たち
「#04Natsu☆yasai」に登場した常識的なキャラクター。

#### プロフの物語
原則、一話完結であるが、最終回（第8回）のみ１～７回の主要人物が勢ぞろいする。
アフマド
「#01少年とポロ」に登場した、新疆ウイグル自治区ウルムチの少年。
いつかは都会に出て、アーバンライフを夢見ていて母が家や店で作る地元料理のポロ（プロフ）を地味でダサいと思っている。
そのためか、なかなか食べようとしなかったが、母の店に来店したおしゃれ少女に見染めて、おしゃれ少女がポロを注文するのを見て食すようになった。: : 「#08プロフはゆるやかに世界をつむぐ」では、おしゃれ少女と結婚してイスタンブールに移住して、ポロ店を開業している。
おしゃれ少女
「#01」ではアフマドの店に来店してポロを注文、アフマドのプロポーズを受けて結婚。
「#08」ではイスタンブールでポロ店を開業して、アフマドはキッチン、彼女はホールを担当。名前は最終回まで不明であった。
アナスタシア・ヴォロンツォーフ
「#02田舎者（プロヴィンツィアーリ）のプロフ」に登場した、ロシア・モスクワ在住の少女。あだ名は「ナスチャ」｡
父親の影響で田舎者や田舎料理のプロフを嫌っていた（近所の料理店で食べたプロフがおいしくなかったのも原因）。
だが、同級生のアルキュラとナスチャ母の忠告で、アルキュラの差し出したプロフを食べたら、おいしかったので偏見はなくなった。
アルキュラ
「#02」に登場した、ナスチャの同級生だがウズベク人の少年。当初はナスチャに「粗野で下品なウズベク人」と思われていた。
ナスチャにプロフを勧めたことから接近し、「#08」ではナスチャと結婚している。
ムルシア地方・夫
「#03兎のパエリア」に登場した、スペイン・ムルシア地方に住む夫婦の夫の方。幼少時、おばの結婚式で妻（となる少女）と出会う。
今の妻が彼の作るパエリアで幸せ太りをしているのが、彼の悩み。
ムルシア地方・妻
「#03」に登場した、スペイン・ムルシア地方に住む夫婦の妻の方。知人の結婚式で出会った夫（となる少年）と出会い、後に結婚。
夫の作るパエリアが大好物である（ので、結婚して以来、夫にせがんではパエリアを作ってもらい、食べさせてもらっている）。
ユスフ
「#04プラウを作った幸せな一日」に登場した、バングラデシュ東部の片田舎に住む少年。
彼は友人とよく魚を採っていて、それは母によってプラウ（プラフ）の具になっている。
坂崎
「#05プロフのおつげ」に登場した、杓子定規なサラリーマン。旅行中に食べたプロフを気に入り、妻と子供によくつくる。
事故で人生トリップ中にプロフ神様のおつげで、プロフの伝道師として蘇生される。モデルは協会事務理事の先崎将弘氏。
影山メイ
「#06プロフの未来」に登場した、女子大生。友人に「KGB（カーゲーベー）」というあだ名で呼ばれる。ロシア語が得意。
ウズベキスタンのサマルカンドで、ウズベク人の結婚式に参列し、そこで食べたプロフを気に入り、協会を立ち上げた。
モデルは会長の山田有佐子女史。
ズブラ姉妹
「#07祖母の、母の、娘の、プロフ」に登場したサマルカンド在住の双子の姉妹。
妹・ズブラはおしゃべりで手が留守がちとなり、姉に注意される。
それを見た母が「私やおばあちゃんと一緒だ」と話した。

## 書誌情報
- 織田博子 『世界家庭料理の旅』 イースト・プレス〈コミックエッセイの森〉、全2巻
  1. 2021年6月17日発売 ISBN 978-4-7816-1981-1
  2. 2021年6月17日発売 ISBN 978-4-7816-2229-3（おかわり）